# Johanne Wadum Black Erichsen
Johanne Wadum Black Erichsen, död 1800, var en dansk affärsidkare. 
Hon gifte sig först med Christen Schaarup Black (1737–1783), och 1785 med Erich Erichsen (1752–1837). 
Efter sin första makes död 1783 tog hon över hans verksamhet, handelshuset Black & Co, som ändrade namn till C. S. Blacks Enke & Co. Det var en av Danmarks största och mest dominerande handelshus och hon intog därmed en ovanlig ställning för en kvinna. Vid hennes omgifte 1785 tillföll företaget i enlighet med lagen om ogifta kvinnors omyndighet formellt hennes andre make, men hon bedöms i verkligheten ha fortsatt vara verksam i handelshuset, som företrädesvis handlade med lyxvaror och som år 1797 var det tredje största rederiet i Danmark; företaget behöll också hennes namn, och hon var till sin död listad som köpman trots sin gifta status. 
Hon var under sin samtid en av Danmarks mest betydande kvinnliga affärsidkare, jämsides Marie Martine Bonfils, Anna Magdalena Godiche och Elisabeth Christine Berling. Som kvinnlig storköpman utgjorde hon också en minoritet: året efter hennes död betalade 89 personer i Köpenhamn listade skatt som köpmän, bland vilka endast två (Charlotte Sophie Falck och Margaretha Elisabeth Perch) var kvinnor. 